# Relation directe
En mathématiques et en statistiques, une relation directe est une relation positive entre deux variables statistiques qui augmentent ou diminuent conjointement.
Par exemple, il y a une relation directe entre l'âge et les risques cardiovasculaires. Plus vous êtes âgé, plus vous aurez de chance d'avoir la maladie ; et plus vous êtes jeune, moins vous aurez de chance de l'avoir.
Cette notion s'oppose à celle de relation inverse.

## Proportionnalité directe
Étant donné une variable indépendante x et une variable dépendante y, y est directement proportionnel à x s'il existe une constante positive k telle que : 
{\displaystyle y=kx}
La relation est souvent désignée par les symboles "∝" (à ne pas confondre avec la lettre grecque alpha) ou "~", à l'exception des textes japonais, où "~" est réservé aux intervalles :
{\displaystyle y\propto x} (ou {\displaystyle y\sim x})
Pour {\displaystyle x\neq 0} la constante de proportionnalité peut être exprimée comme le rapport:
{\displaystyle k={\frac {y}{x}}}
Elle est également appelée constante de variation ou constante de proportionnalité. 
Étant donné une telle constante k, la relation de proportionnalité ∝ avec la constante de proportionnalité k entre deux ensembles A et B est la relation d'équivalence définie par : 
{\displaystyle \{(a,b)\in A\times B:a=kb\}.}
Une proportionnalité directe peut également être considérée comme une équation linéaire en deux variables avec une ordonnée à l'origine de 0 et une pente de k > 0, ce qui correspond à une croissance linéaire.